# Saint-Sylvestre (Alta Savoia)
Saint-Sylvestre és un municipi francès situat al departament de l'Alta Savoia i a la regió d'Alvèrnia-Roine-Alps. L'any 2007 tenia 590 habitants.

## Demografia

### Població
El 2007 la població de fet de Saint-Sylvestre era de 590 persones. Hi havia 216 famílies de les quals 48 eren unipersonals (20 homes vivint sols i 28 dones vivint soles), 64 parelles sense fills, 100 parelles amb fills i 4 famílies monoparentals amb fills.
La població ha evolucionat segons el següent gràfic:
Habitants censats

### Habitatges
El 2007 hi havia 271 habitatges, 220 eren l'habitatge principal de la família, 36 eren segones residències i 15 estaven desocupats. 250 eren cases i 21 eren apartaments. Dels 220 habitatges principals, 179 estaven ocupats pels seus propietaris, 34 estaven llogats i ocupats pels llogaters i 7 estaven cedits a títol gratuït; 25 tenien dues cambres, 18 en tenien tres, 54 en tenien quatre i 123 en tenien cinc o més. 212 habitatges disposaven pel capbaix d'una plaça de pàrquing. A 80 habitatges hi havia un automòbil i a 126 n'hi havia dos o més.

### Piràmide de població
La piràmide de població per edats i sexe el 2009 era:
| Homes | Edats   | Dones |
| ----- | ------- | ----- |
| 0     | 95 o +  | 0     |
| 0     | 90 a 94 | 0     |
| 4     | 85 a 89 | 4     |
| 4     | 80 a 84 | 0     |
| 4     | 75 a 79 | 12    |
| 24    | 70 a 74 | 8     |
| 4     | 65 a 69 | 4     |
| 12    | 60 a 64 | 12    |
| 12    | 55 a 59 | 8     |
| 8     | 50 a 54 | 12    |
| 20    | 45 a 49 | 4     |
| 16    | 40 a 44 | 44    |
| 36    | 35 a 39 | 28    |
| 16    | 30 a 34 | 12    |
| 8     | 25 a 29 | 12    |
| 16    | 20 a 24 | 12    |
| 16    | 15 a 19 | 12    |
| 28    | 10 a 14 | 28    |
| 16    | 5 a 9   | 36    |
| 16    | 0 a 4   | 4     |

## Economia
El 2007 la població en edat de treballar era de 395 persones, 304 eren actives i 91 eren inactives. De les 304 persones actives 290 estaven ocupades (152 homes i 138 dones) i 14 estaven aturades (7 homes i 7 dones). De les 91 persones inactives 30 estaven jubilades, 41 estaven estudiant i 20 estaven classificades com a «altres inactius».

### Ingressos
El 2009 a Saint-Sylvestre hi havia 223 unitats fiscals que integraven 607 persones, la mediana anual d'ingressos fiscals per persona era de 22.549 €.

### Activitats econòmiques
Dels 28 establiments que hi havia el 2007, 1 era d'una empresa alimentària, 9 d'empreses de construcció, 2 d'empreses de comerç i reparació d'automòbils, 1 d'una empresa de transport, 2 d'empreses d'hostatgeria i restauració, 1 d'una empresa immobiliària, 6 d'empreses de serveis, 4 d'entitats de l'administració pública i 2 d'empreses classificades com a «altres activitats de serveis».
Dels 8 establiments de servei als particulars que hi havia el 2009, 3 eren fusteries, 1 lampisteria, 1 electricista, 2 empreses de construcció i 1 restaurant.
L'únic establiment comercial que hi havia el 2009 era una floristeria.
L'any 2000 a Saint-Sylvestre hi havia 11 explotacions agrícoles que ocupaven un total de 162 hectàrees.

## Equipaments sanitaris i escolars
El 2009 hi havia una escola elemental integrada dins d'un grup escolar amb les comunes properes formant una escola dispersa.

## Poblacions més properes
El següent diagrama mostra les poblacions més properes.